# Мерій (цинут)
Мерій (рум. Mării) — один із десятьох цинутів Румунського королівства з адміністративним центром у місті Констанца. Охоплював більшість території Добруджі та частину Волощини.

## Історія
Цинут утворився 1938 року після того, як король Румунії Кароль II ініціював інституційну реформу шляхом зміни Конституції Румунії 1923 року та закону про територіальне управління, намагаючись запровадити диктатуру, відмітною рисою якої є посилення централізації адміністративного управління. Як і у випадку з сусідньою Югославією, де у 1929 році Олександр I Карагеоргієвич встановив королівську диктатуру та замінив дрібніші і чисельніші адміністративно-територіальні одиниці на значно більші (бановини), з ініціативи короля Румунії було розформовано 71 жудець і утворено 10 цинутів. Цинут Мерій складався з чотирьох жудеців:
- Каліакра (рум. Caliacra), центр — Базарджик
- Констанца (рум. Constanța), центр — Констанца
- Дуростор (рум. Durostor), центр — Сілістра
- Яломіца (рум. Ialomița), центр — Келераші

Цинут включав майже всю Добруджу (південну частину Північної Добруджі і всю Південну Добруджу) та невелику частину Волощини. Назва перекладається з румунської як «море» і пов'язана з Чорним морем, до якого і прилягала ця провінція.
Керував цинутом королівський резидент, якого призначали указом короля на шість років.
Цинут припинив існування у 1940 році внаслідок Крайовського мирного договору та зречення короля.